# Trichodon cylindricus
Trichodon cylindricus là một loài rêu trong họ Ditrichaceae. Loài này được Hedw. Schimp. mô tả khoa học đầu tiên năm 1856.